# Trừng Giang
Trừng Giang (tiếng Trung: 澄江市), Hán Việt: Trừng Giang thị là một thành phố cấp huyện thuộc địa cấp thị Ngọc Khê, tỉnh Vân Nam, Cộng hòa Nhân dân Trung Hoa. Trừng Giang nằm về phía đông nam của Côn Minh. Thành phố này có diện tích 773 km², dân số năm 2000 là 150.000 người. Chính quyền thành phố đóng tại trấn Phượng Lộc.
Trừng Giang nổi tiếng với những hóa thạch kỷ Cambri, giữa 525 và 520 triệu năm trước, được coi là một trong những khu vực hóa thạch quan trọng nhất tìm thấy trong thế kỷ 20. Không chỉ ẩn chứa một mức độ tinh tế của các hóa thạch, chúng cũng bao gồm một phạm vi đa dạng về động thực vật, và có ý nghĩa to lớn trong nỗ lực để tìm hiểu về sự tiến hóa của sự sống trên Trái Đất.

## Hình ảnh

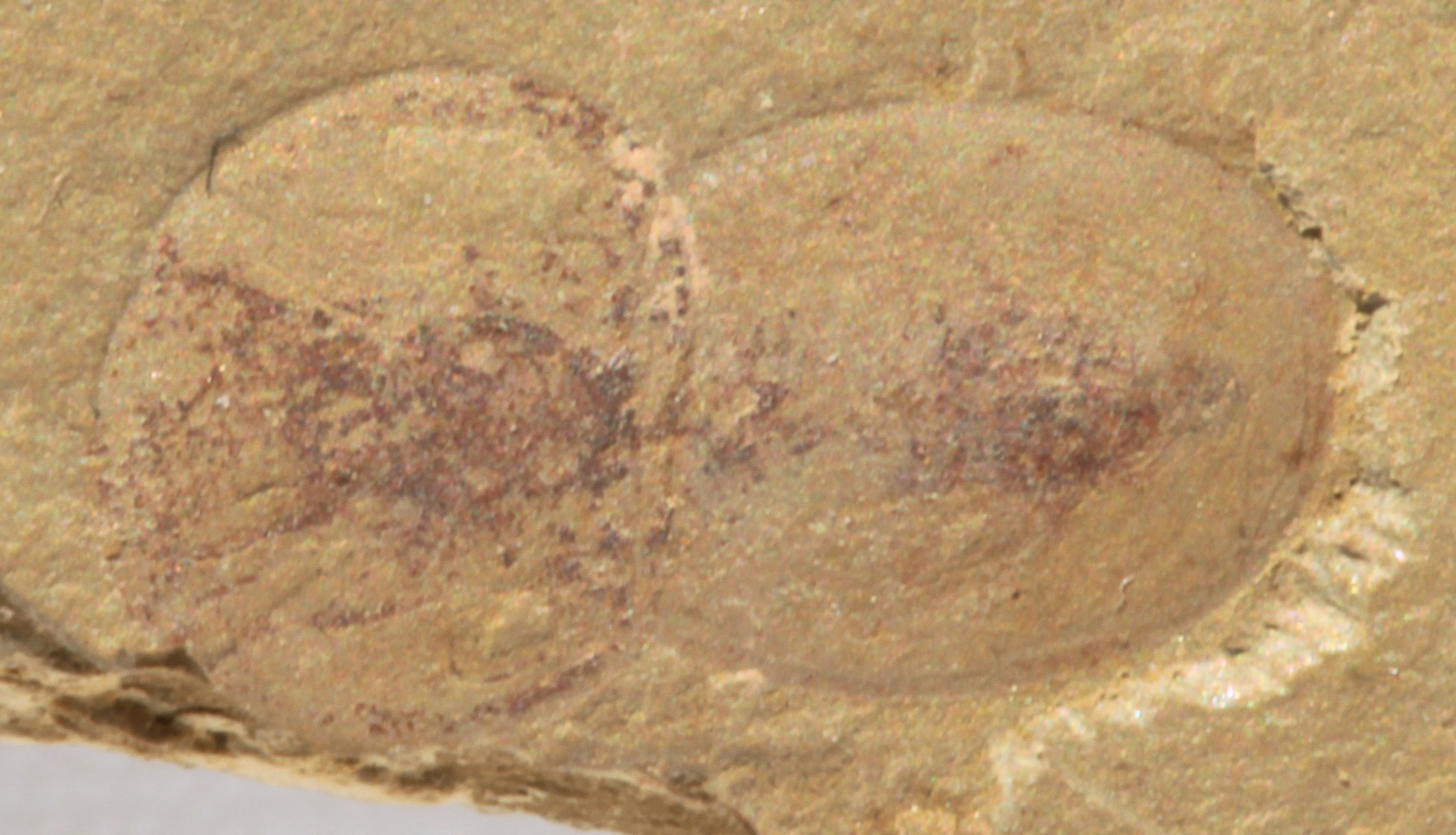
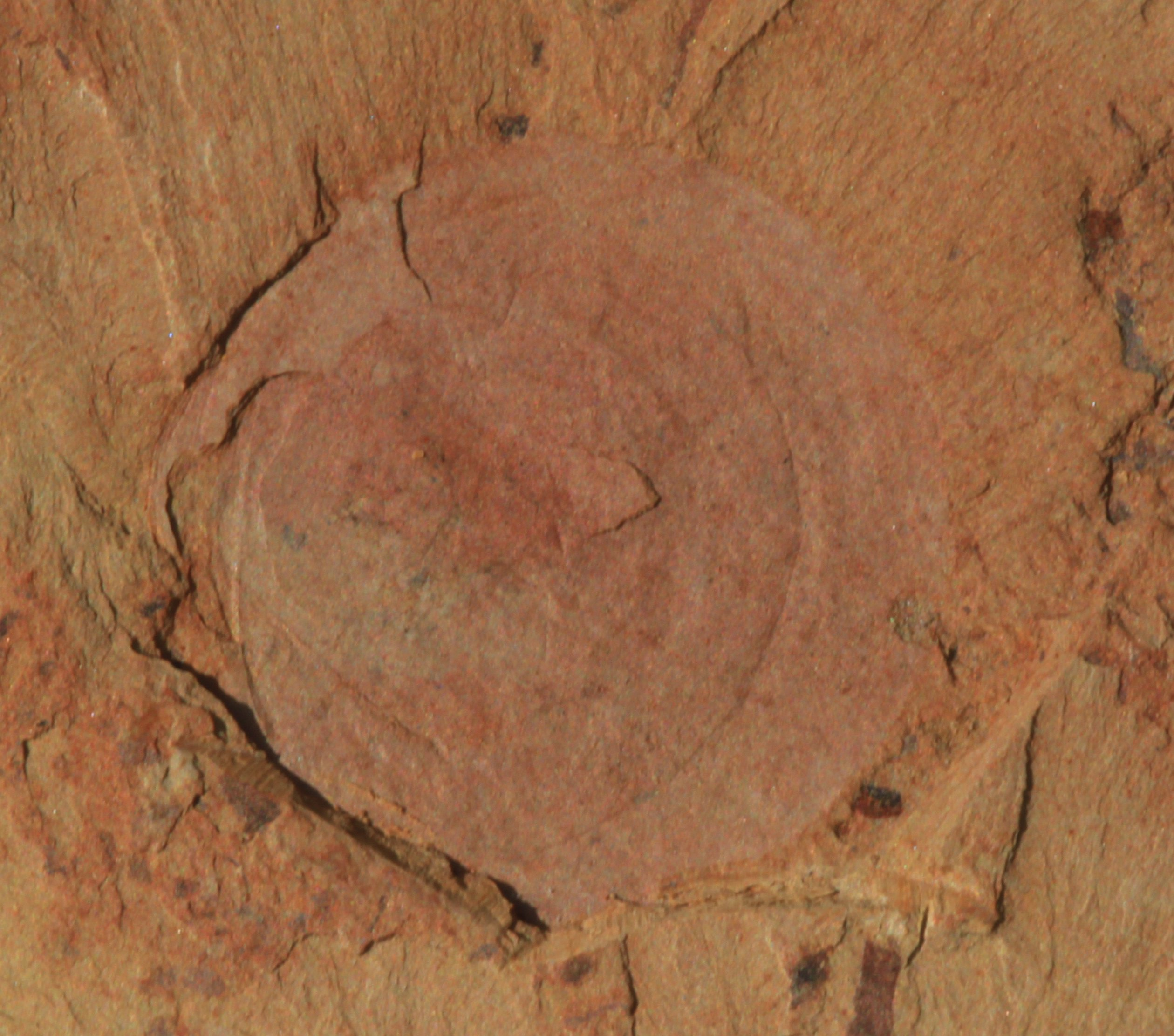
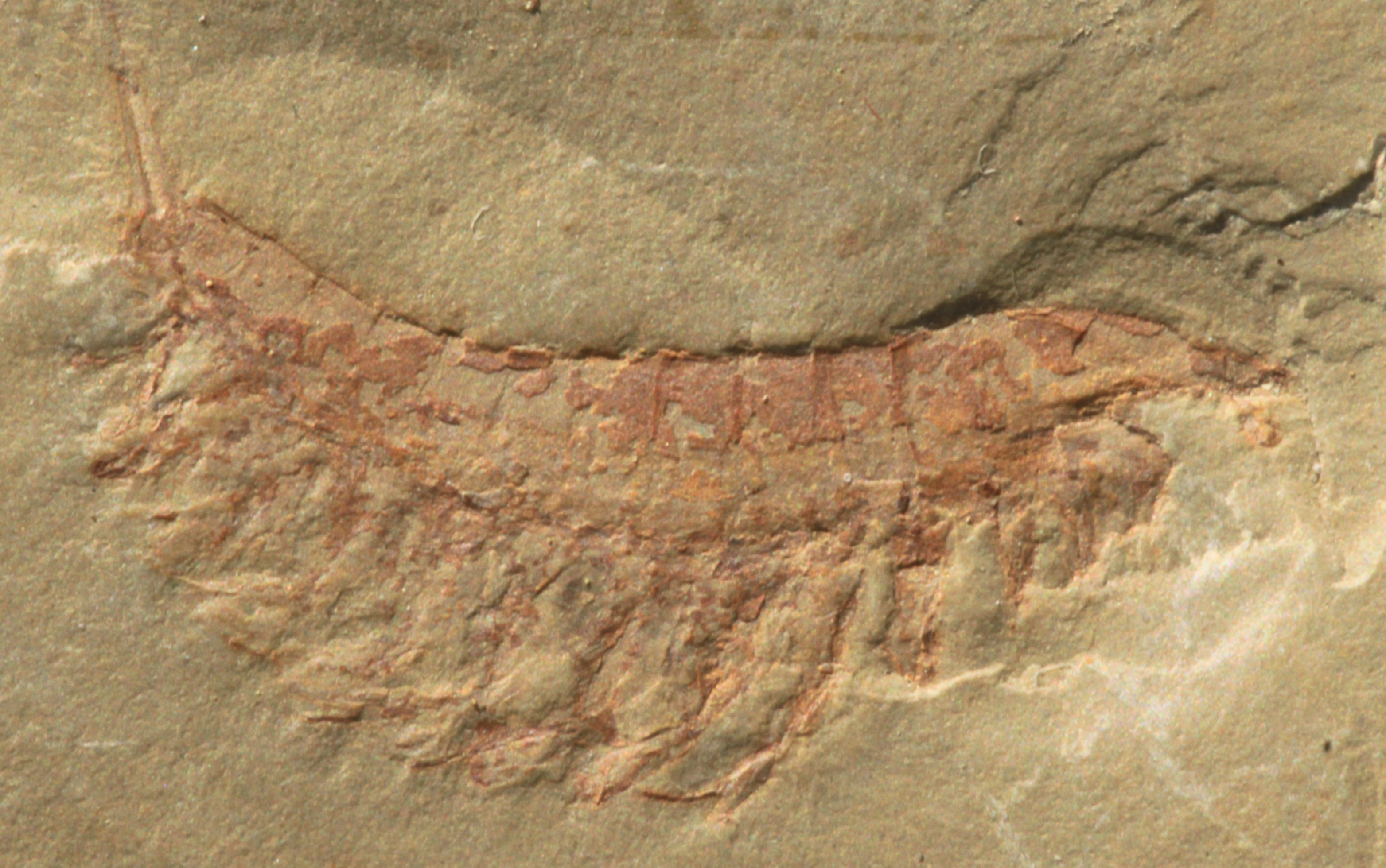
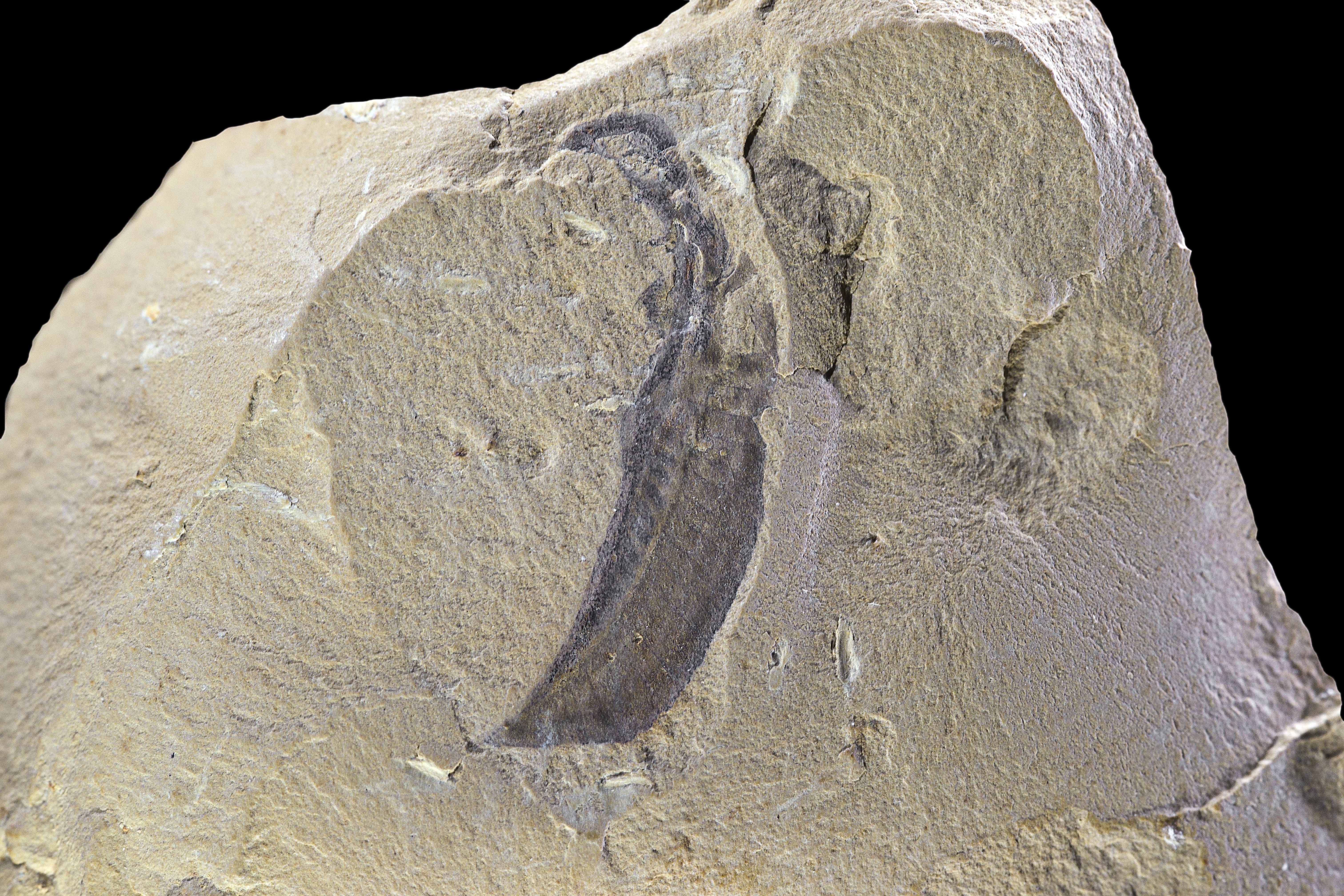

## Các đơn vị hành chính

### Trấn
- Phượng Lộc (凤麓)
- Long Nhai (龙街)
- Hữu Sở (右所)
- Dương Tông (阳宗)
- Hải Khẩu (海口)
- Cửu Thôn (九村)

### Cáchương
Thành phố này không có hương